# Delphinium sylvaticum
Delphinium sylvaticum är en ranunkelväxtart som beskrevs av Auguste Nicolas Pomel. Delphinium sylvaticum ingår i släktet storriddarsporrar, och familjen ranunkelväxter. Inga underarter finns listade i Catalogue of Life.